# كريكت (الدرجة الأولى)
الكريكيت من الدرجة الأولى هو تصنيف رسمي لأعلى المباريات الدولية أو المحلية القياسية في رياضة الكريكيت. تكون مباراة الدرجة الأولى مدتها ثلاثة أيام أو أكثر من الموعد المحدد بين أحد عشر لاعبًا لكل منها، ويتم تحديدها رسميًا على أنها تستحق الوضع وفقًا لمعايير الفرق المتنافسة. يجب أن تسمح المباريات للفرق بلعب نوبتين في كل منهما على الرغم من أنه، في الممارسة العملية، قد يلعب الفريق نوبة واحدة فقط أو لا شيء على الإطلاق.
تعد لعبة الكريكيت الدرجة الأولى (والتي تشمل لهذا الغرض جميع «المباريات المهمة» التي لعبت قبل عام 1895)، إلى جانب النصيبات التاريخية الفردية والأشكال المحدودة ذات الحجم المحدود من قائمة لعبة الكريكيت و Twenty20 ، واحدة من أعلى أشكال الكريكيت القياسية. أصل مصطلح «لعبة الكريكيت الدرجة الأولى» غير معروف ولكن تم استخدامه بشكل فضفاض قبل حصوله على وضع رسمي، ساري المفعول في عام 1895، عقب اجتماع لنوادي إنجليزية رائدة في مايو 1894. في وقت لاحق، في اجتماع المجلس الدولي للكريكيت (ICC) في مايو 1947، تم تحديده رسميا على أساس عالمي. كان هناك إغفال كبير لحكم المحكمة الجنائية الدولية أي محاولة لتعريف الكريكيت من الدرجة الأولى بأثر رجعي. وقد ترك هذا للمؤرخين، وخاصة الإحصائيين، مشكلة كيفية تصنيف المباريات السابقة، خاصة تلك التي لعبت قبل عام 1895 في بريطانيا العظمى. إن الحل الذي قدمته جمعية الإحصائيين والمؤرخين للكريكيت (ACS) هو تصنيف جميع مباريات ما قبل عام 1895 على مستوى عالٍ كتطابقات مهمة .
يعد اختبار الكريكيت، وهو أعلى مستوى للكريكيت، من الناحية الإحصائية شكلاً من أشكال الكريكيت الدرجة الأولى، على الرغم من أن مصطلح «الدرجة الأولى» يستخدم بشكل أساسي للإشارة إلى المنافسة المحلية. إحصائيات الدرجة الأولى للاعب تشمل أي عروض في مباريات الاختبار.

## قائمة المراجع
- ACS (1981). A Guide to Important Cricket Matches Played in the British Isles 1709 – 1863. Nottingham: ACS.
- ACS (1982). A Guide to First-Class Cricket Matches Played in the British Isles. Nottingham: ACS.
- Birley، Derek (1999). A Social History of English Cricket. Aurum.
- McCann، Tim (2004). Sussex Cricket in the Eighteenth Century. Sussex Record Society.
- Webber، Roy (1951). The Playfair Book of Cricket Records. Playfair Books Ltd.
- Wisden Cricketers 'Almanack ، الطبعة السابعة والعشرون، محرر تشارلز ف. باردون، جون ويسدن وشركاه، 1890
- ويسدن كريكترز ألمانك ، الطبعة الثانية والثلاثون، محرر سيدني باردون، جون ويسدن وشركاه، 1895
- Wisden Cricketers 'Almanack ، 85th edition، editor Hubert Preston ، Sporting Handbooks Ltd، 1948